# الفقيهية (خيران المحرق)

تعديل مصدري - تعديل

الفقيهية هي إحدى قرى عزلة مسروح بمديرية خيران المحرق التابعة لمحافظة حجة، بلغ تعداد سكانها 143 نسمة حسب تعداد اليمن لعام 2004.